# El món del futur
El món del futur (títol original: Futureworld) és una pel·lícula estatunidenca dirigida per Richard T. Heffron. És un film del 1976, continuació d'Ànimes de metall. Ha estat doblada al català.

## Argument
L'any 1985, el periodista Chuck Browning (Peter Fonda) veu com Frenchy LaPorte (Ed Geldart), un empleat del centre turístic futurista que l'havia contactat, mort pronunciant la paraula «Delos»; nom del centre turístic futurista. Dos anys abans hi havia hagut una massacre de turistes en el centre d'oci.
Amb el centre de lleure novament obert, modernitzat i engrandit, el metge Duffy (Arthur Hill) convida Browning i la seva col·lega Tracy Ballard (Blythe Danner) per jutjar imparcialment les millores. També arriben alhora el general rus Karnovsky (Bert Conroy) i la seva esposa (Dorothy Konrad) que s'han submergit en el món hipnòtic dels tsars. De la Xina arriba el seu ajudant (Dana Lee). El Sr. Takaguchi (John Fujioka) és desafiat per un cavaller saxó en el món medieval. Pel que fa a John Thurlow (Jim Antonio), el guanyador d'un joc televisiu, marxa a esquiar a Mart.
Després d'un simulacre de viatge en nau espacial, Chuck i Tracy arriben a Futureworld. Guiats per Duffy, descobreixen el centre de control, dirigit per robots (els evolucionats models 700) per evitar tot error humà.
Observats des de la seva arribada, els convidats són drogats de nit i operats i analitzats secretament

## Repartiment
- Peter Fonda: Chuck Browning
- Blythe Danner: Tracy Ballard
- Arthur Hill: El Doctor Duffy
- Yul Brynner: el bandit armat
- John P. Ryan: El Doctor Schneider
- Stuart Margolin: Harry
- Jim Antonio: John Turlow
- Allen Ludden: el presentador del joc a la televisió
- Robert O. Cornthwaite: Mr Reed
- Angela Greene: Sra. Reed
- Darrell Larson: Eric
- Nancy Bell: Erica
- Bert Conroy: Mr Karnovsky
- Dorothy Konrad: Sra. Karnovsky
- John Fujioka: Mr Takaguchi
- Dana Lee: l'ajudant de Takaguchi
- Judson Pratt: el barman

## Al voltant de la pel·lícula
- El rodatge es va fer a Houston, Texas.
- El món del futur va ser el darrer film de l'actor Yul Brynner.
- La pel·lícula va competir al Festival internacional de cinema fantàstic d'Avoriaz 1977.

## Premis i nominacions
- Premi a la millor actriu per Blythe Danner i nominació al premi a la millor pel·lícula de ciència-ficció, per l'Acadèmia de cinema de ciència-ficció, fantàstic i terror el 1977.
- Nominació al Premi Hugo al millor film el 1977.
- Nominació al premi Saturn a la millor pel·lícula de ciència-ficció.